# Fotobatik

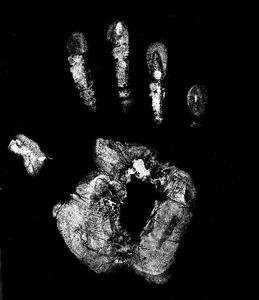
Fotobatik eines Handabdrucks

Fotobatiken sind eine Weiterführung der Chemigramme. Obwohl sie mit Materialien aus der Fotografie hergestellt werden, handelt es sich bei Fotobatiken nicht um Fotos. Vielmehr werden die chemischen Eigenschaften von Entwickler, Fixierer und Fotopapier genutzt, um mit ihnen bei Tageslicht Bilder zu malen.

## Herstellung
Das Funktionsprinzip ist einfach: Werden Stellen des Fotopapiers eingefettet, so können sie nicht mit Entwickler und Fixierer reagieren (Fett ist wasserabweisend, die Fotochemie ist in Wasser gelöst). Man kann also (wie auch beim echten Batiken) mit Fett „malen“. Mit Schablonen, Gegenständen oder frei Hand wird die Creme auf das Fotopapier aufgetragen. Stellen, die wieder mit der Chemie reagieren sollen, können beispielsweise mit einem Zahnstocher frei gekratzt werden.
Die am häufigsten durchgeführte Fotobatik ist wohl das Erstellen von Hand- und Fußabdrücken auf Fotopapier: Hier wird die Hand oder der Fuß mit Fettcreme eingecremt und anschließend fest auf das Papier aufgedrückt, das dann in den Entwickler gegeben wird. Da die Fettcreme wasserabweisend ist, bleibt der Abdruck weiß und das restliche Papier wird schwarz. Nach der Entwicklung wird die Fettcreme mit Spülmittel abgewaschen und anschließend das Bild fixiert.
Möchte man einen schwarzen Abdruck auf weißem Papier haben so muss nach dem Abdrücken der Hand/des Fußes zuerst fixiert werden. Weitere Arbeitsschritte sind wässern und Fett entfernen, entwickeln, wässern, fixieren, schlusswässern.